# Петрович, Борислав
Борислав Петрович (серб. Борислав Петровић; род. 1988) — сербский волейболист, спортсмен сборной Сербии.

## Участие в международных турнирах
| Год  | Турнир         | Место проведения | Результат |
| ---- | -------------- | ---------------- | --------- |
| 2010 | Чемпионат мира | Италия           | 3 место   |